# Асеновград
Асе́новград(болг. Асеновград) — город на юге Болгарии в Пловдивской области, находящийся в 19 километрах к югу от Пловдива. Является вторым по величине городом в области и административным центром общины Асеновград. Асеновград — крупнейший в Болгарии город, который не является областным центром, а также крупнейший город Родоп.
Город известен своими многочисленными церквями, монастырями и часовнями, и его часто называют «Маленький Иерусалим».

## География

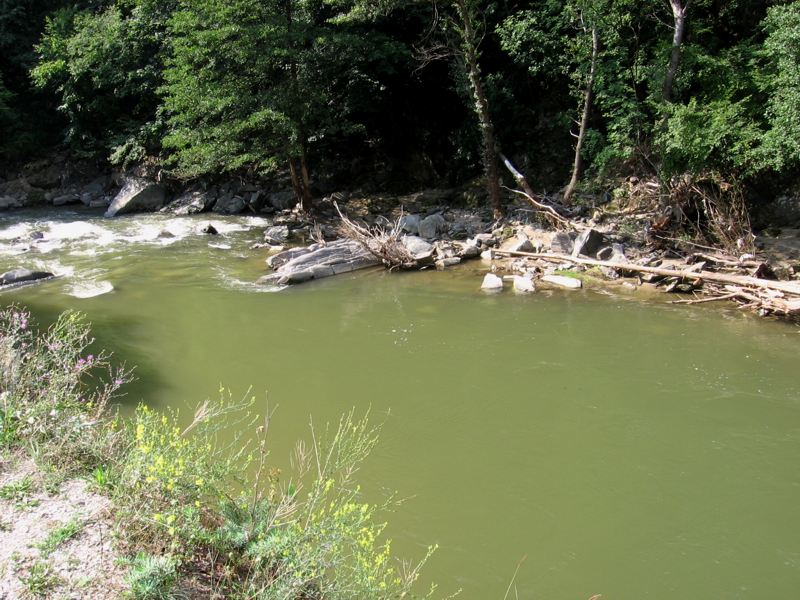
Река Чая

Асеновград находится в южной части области Пловдив. Община Асеновград граничит с общинами Родопи, Садово, Первомай, Лыки, Куклен, Перуштица, Черноочене и Баните. Город расположен в долине реки Чепеларская(Чая, Асеница) при переходе от Родоп к Верхнефракийской низменности. По этой причине община Асеновград связывает центральную Болгарию, центральные Родопы и северо-восточную Грецию. Через данную территорию проходит один из важнейших транспортных коридоров в Грецию: Пловдив — Смолян — Ксанти.
Город находится в 19 км от Пловдива и в 165 км от Софии.
Расположение города определяло его значение от глубокой древности до наших дней.
В Асеновграде исключительно благоприятный климат с прохладным летом и мягкой зимой. Здесь можно наблюдать природное явление «вечерник» (болг. вече’рник)— лёгкий ветер, который появляется вечером и прекращается к десяти часам утра (вследствие различного прогрева воздуха на равнине и горной местности — см. фён). «Вечерник» является отличным регулятором ферментации вина и это одна из основных причин того, что Асеновград стал центром виноделия.
Наибольшее количество дождей наблюдается в мае и июне, а наименьшее — в сентябре и октябре. Зимой нередко выпадает снег.
Почва в районе Асеновграда глинисто-песчаная и лесная. Кроме Чепеларской реки, через территорию общины протекает река Юговская.
В 30 километрах от города находится природный феномен — скала Белинташ. Другие природными достопримечательностями являются: заповедник Красная стена у села Бачково, пещера Топчика, Усойката (у села Добростан), которая имеет площадь около двух гектаров, была объявлена природной достопримечательностью в 1977 г., и «Лале баир» (буквально «холм тюльпанов») к юго-востоку от Асеновграда. «Лале баир» является одним из немногих мест, где встречается балканский эндемик — родопский тюльпан. Природные достопримечательности имеются и на туристическом маршруте, который начинается от парка «Св. Трифон», проходит мимо нескольких горных приютов и заканчивается, соответственно, у исторических лагерей «Гонда вода», «Безово» или «Добростан».
Интересна и горная дорога от села Параколово, по верху горного хребта, минуя часовню «Св. Илия», до монастыря «Св. Петка». Этот маршрут можно пройти примерно за 2,5 часа в одну сторону.
Окрестности Асеновграда приятны и доступны для туристических походов и одновременно демонстрируют туристам живописные пейзажи.

## Название города
До 1934 года Асеновград назывался «Станимака» от греческого «Стенимахос» (греч. Στενημαχος). Есть несколько версий происхождения этого названия:
- производное от «Истеомахи» (греч. Ιστιεομάχη) буквально «битвы Истии», так как город был основан после многих сражений (по-гречески «махи») мигрантами из Истии. Истеомахи со временем меняется Стенимахос, Станимахи, Станимака.
- средневековое происхождение названия от греческого «стеномахос» (греч. στενομάχος)[3], что означает бой в узком месте, так как город находится рядом с выходом из ущелья реки Чая, или «узкий проход», потому что путь через ущелье был очень узким.
- название происходит от личного имени неизвестного героя 10-11 века — Стенимахоса (греч. Σθενέμαχος).[4].

В 1934 году город был переименован в Асеновград в честь царя Ивана Асеня II.

## История

### Античность
Асеновград был основан греческими колонистами из города Истия (остров Эвбея) в 7 веке до н. э. и получил название «Стенимахос». Вероятно, город был основан с целью дальнейшего продвижения на юг и создания возможности контролировать торговый путь, ведущий к сегодняшнему Пловдиву.
В церкви Богородица-Балыклийка был найден каменный барельеф Юпитера и четыре мраморные колонны с надписями. Юпитер держит в одной руке державу, а в другой скипетр. Справа от Юпитера изображён орёл, а слева — четвероногое животное. Из Станимаки происходит и другой барельеф, посвящённый Юпитеру. На нем можно прочитать по-гречески: «Ефрат, сын Гиацинта, посвятил Юпитеру после божественного видения, пришедшего во сне».
Интерес представляют и две каменные пластины, посвящённые верховному еврейскому богу Яхве.
Из Станимаки происходит и мраморная пластина размером 40/30 см с изображением неизвестной богини над алтарем.
В 72 году до н. э. город был захвачен римлянами в ходе экспансии по направлению к Чёрному морю. После длительного мира город в 251 году был разрушен готами, а позже был вновь отстроен. В 395 году Римская империя была разделена, и город перешёл под контроль Восточной Римской империи.
После этого около 700 года в окрестностях города появились славяне, ставшие основной частью населения региона.

### Средневековье

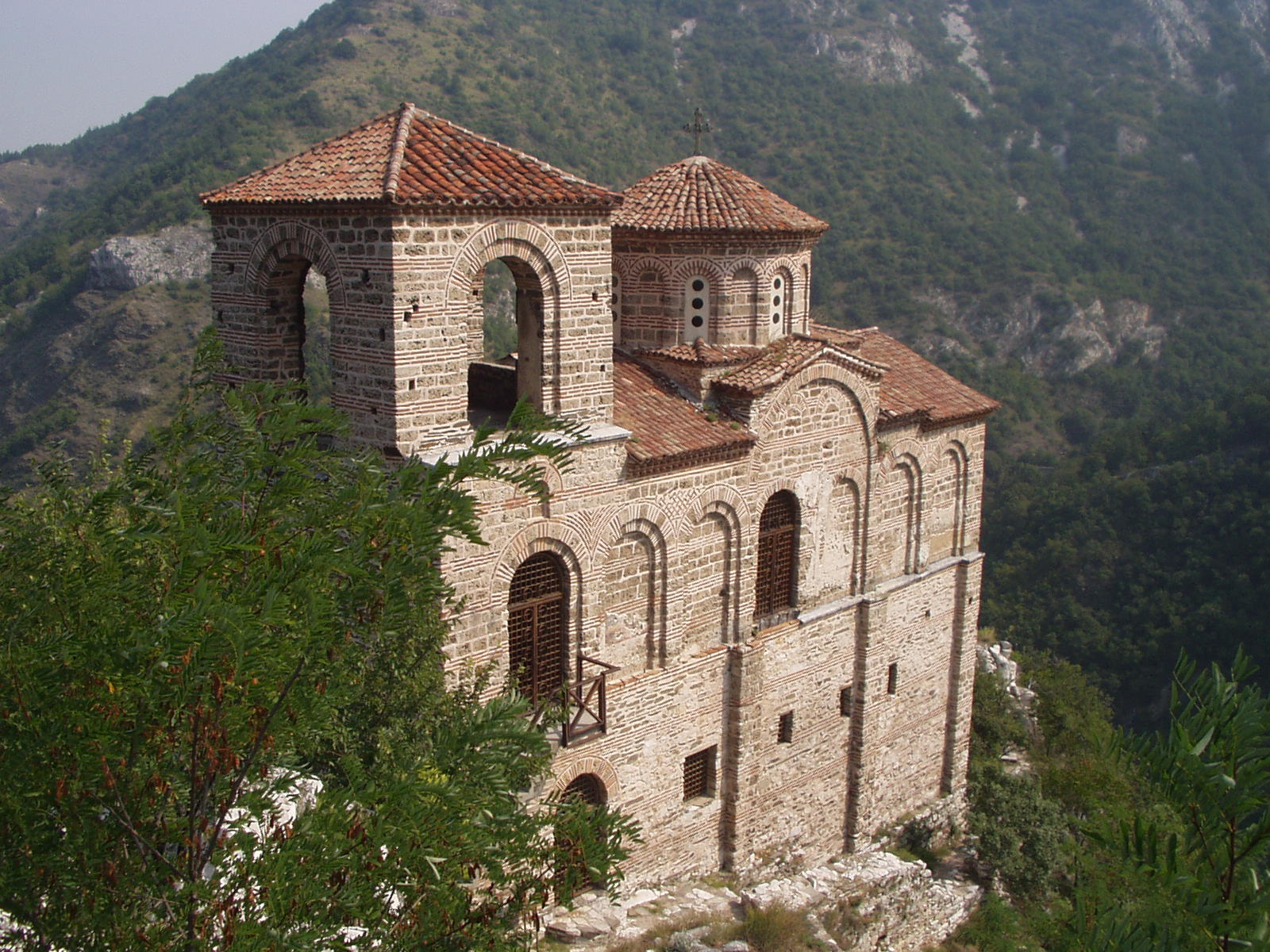
Асенова крепость

В XI веке город упоминается в письменных источниках под греческим названием Стенимахос.
Станимака упоминается в летописях Третьего крестового похода (1189—1191 гг.), где крепость называли «Скрибенцион». Армия под предводительством императора Фридриха Барбароссы в 1189 г. зимовала в Пловдиве. В то же время, некоторые командиры крестоносцев грабили соседние города, в том числе и Станимаку.
В апреле 1204 года Константинополь был захвачен крестоносцами Четвертого крестового похода. Пловдив и Станимака перешли во владение Ренье де Три. Год спустя царь Калоян собрал войско для штурма Пловдивской области. Узнав об этом, Ренье де Три отступил из Пловдива, в сопровождении только 15 рыцарей и занял оборону в крепости Станимака. После года осады Ренье удалось освободиться.
В 1231 году из-за ухудшения отношений Второго Болгарского царства с пришедшей на смену Византии Латинской империей крепость Станимака была восстановлена и укреплена царем Иваном Асенем II.
Во время войн с Латинской империей город стал главной военной крепостью для болгарских сил.
В 1259—1344 Станимака является столицей региона Родопы. Город несколько раз переходил из Болгарии в Византию и обратно. В 1344 году царь Иван Александр включил город в пределы Болгарии вместе с другими крепостями Родоп. Считается, что город был завоеван турками в 1363 г. или после Черноменской битвы в 1371 году.

### Новое время

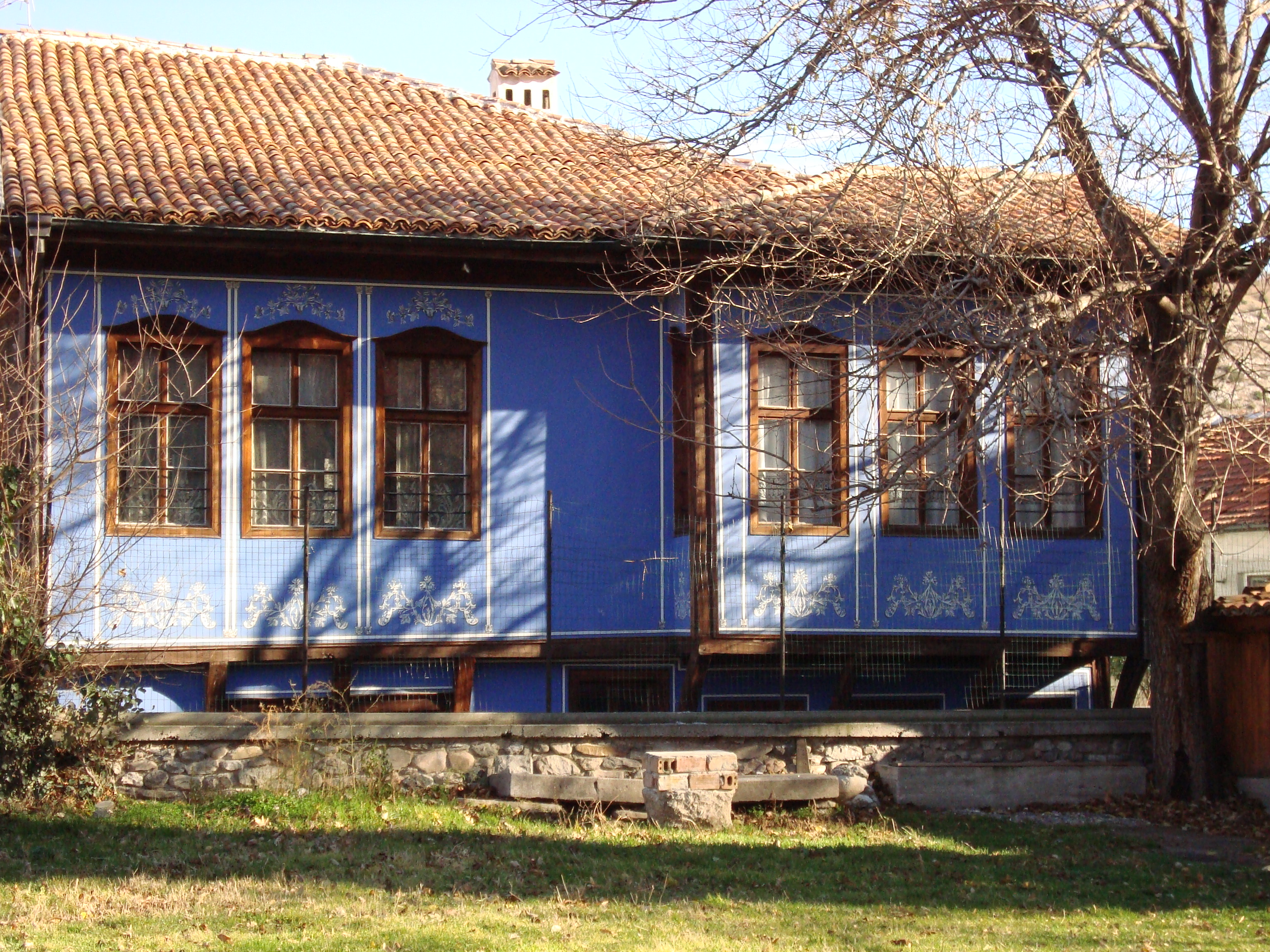
Этнографический музей

После оккупации Болгарии Османской империей город был населён мусульманами, которые сейчас составляют до 20 % населения.
В первые века османского владычества город был вакуфским поселением султана Сулеймана Великолепного, а позднее стал центром нахии. Во время беспорядков в Кырджали в конце XVIII — начале XIX века город был трижды сожжен и разграблен.
Примерно в середине XVIII века в город прибыли беженцы из Кастории, изгнанные Али-паша Янинским. Поселенцы встретили хороший прием, и даже получили средства от турецких властей, чтобы построить свою церковь в 1765 году.
Станимака была освобождена от османского владычества во время русско-турецкой войны 6 января 1878 года солдатами генерал-майора В. Д. Дандевиля.

### Новейшая история
К началу XX века Станимака был небольшим городом с населением 13 тыс. человек, греческое и болгарское население которого занималось главным образом сельским хозяйством —- виноделием, шелководством и кустарными промыслами, при этом межнациональные отношения между греками и болгарами являлись сложными.
Греческое население города начало эмигрировать после антигреческих беспорядков в Болгарии в 1906 году. Согласно докладу генерального секретаря министерства внутренних дел Томаса Василева в июне 1907 года Станимакский район покинули 1640 греков официально и еще 170 нелегально, не имея паспорта.
Перемещение греков усилилось после согласованного обмена населением между Грецией и Болгарией после Первой мировой войны. Тогда около 300 греческих семей обосновались в городе Килкис, который покинули болгары, а другие поселились в наусской деревне Хоропан, которая была переименована в Стенимахос. Поэтому сегодня Асеновград является побратимом Килкиса и Наусы.
В 1980-е годы в состав Асеновграда вошли сёла Верхний и Нижний Воден (ставшие городскими кварталами).
В 1985 году город являлся центром машиностроительной, химической и пищевкусовой промышленности.

## Население
| Год, месяц     | Фактическое население, чел. |
| -------------- | --------------------------- |
| 1985           | 47 061                      |
| 1992           | 52 360                      |
| 2000           | 52 224                      |
| 2005           | 52 098                      |
| 2010           | 51 499                      |
| 2011           | 54 788                      |
| 2013, сентябрь | 53 068                      |
| 2019, декабрь  | 48 483                      |

## Политическая ситуация
В Асеновграде традиционно побеждают правоцентристские партии. В период 1990—2005 гг. лидировали такие партии как Союз демократических сил (СДС), Движение за права и свободы (ДПС) и Национальное движение Симеона Второго (НДСВ). Основными лидерами СДС в этот период были Георги Игнатов (народный представитель (парламентарий) в 7-м Великом народном собрании (ВНС) и 36 Обыкновенном народном собрании (ОНС)), Николай Налбантов (народный представитель в 37 ОНС), Симеон Тодоринов (кмет (мэр) Асеновграда в 1991—1995 гг.), Йордан Бакалов (народный представитель в 38, 39 и 40 ОНС). Министрами в правительстве Сергея Станишева были Гергана Гранчарова и Джевдет Чакар.
Болгарская социалистическая партия (БСП) часто становилась второй политической силой в городе. Среди её лидеров наиболее известны Божидар Малинов (кмет Асеновграда в период 1995—1999), Мария Вылканова, Любомир Пандырски и Георги Динков.
Со временем доверие к СДС уменьшается и избиратели предпочитают БСП, ДПС или партию Граждане за европейское развитие Болгарии (ГЕРБ).
С 2003 по 2007 пост кмета занимал Кирил Трендафилов.
С 2007 года кметом общины Асеновград являлся Христо Грудев. С 2011 года — Емил Караиванов. С 2015 — Христо Грудев.

## Экономика
Традиции виноделия Асеновграда широко известны как в Болгарии, так и за рубежом (в частности, такие сорта вин как станимашская малага и асеновградский мавруд).
Во второй половине 20-го века в окрестностях города было открыто несколько крупных промышленных предприятий: Комбинат по производству цветных металлов (АД «КЦМ» , крупнейший на Балканах), завод по производству полимерной упаковки (АД «Ассенова крепость»), завод по переработке отходов пластмасс (АД «Химик», единственный в Болгарии), завод по производству карбида кальция, извести, известковых растворов, карбоната кальция и т. д. (АД «Кальций»). По дороге к Козаново находится завод по производству кондитерских изделий (Альпы). Асеновград известен и производством консервов, детского питания и пюре.
Также Асеновград известен как «Город свадебных платьев» из-за большого числа ателье и магазинов свадебных платьев и аксессуаров.

## Транспорт
Город является конечной станцией железной дороги от Пловдива. Поезда следуют от железнодорожного вокзала через Маврудово, Крумово, до вокзала Пловдива.
В 2009 году с участием государства был сооружен новый терминал в аэропорту Пловдива (расположен примерно в 8 км от Асеновграда), что позволяет принимать до 4 самолетов в час с 800—1000 пассажирами (в том числе международных рейсов). Также были построены новые ангары для круглосуточной стоянки более 25 самолетов в аэропорту Маврудово.
В 2000-х годах наметилась тенденция к созданию единой урбанизированной области вокруг шоссе Асеновград — Пловдив. Ожидается, что к 2020 году Асеновград и Пловдив объединиться в одну большую экономическую агломерацию.
В городе есть автовокзал.

## Религии
Конфессии города:
- Христианство
  - Православие

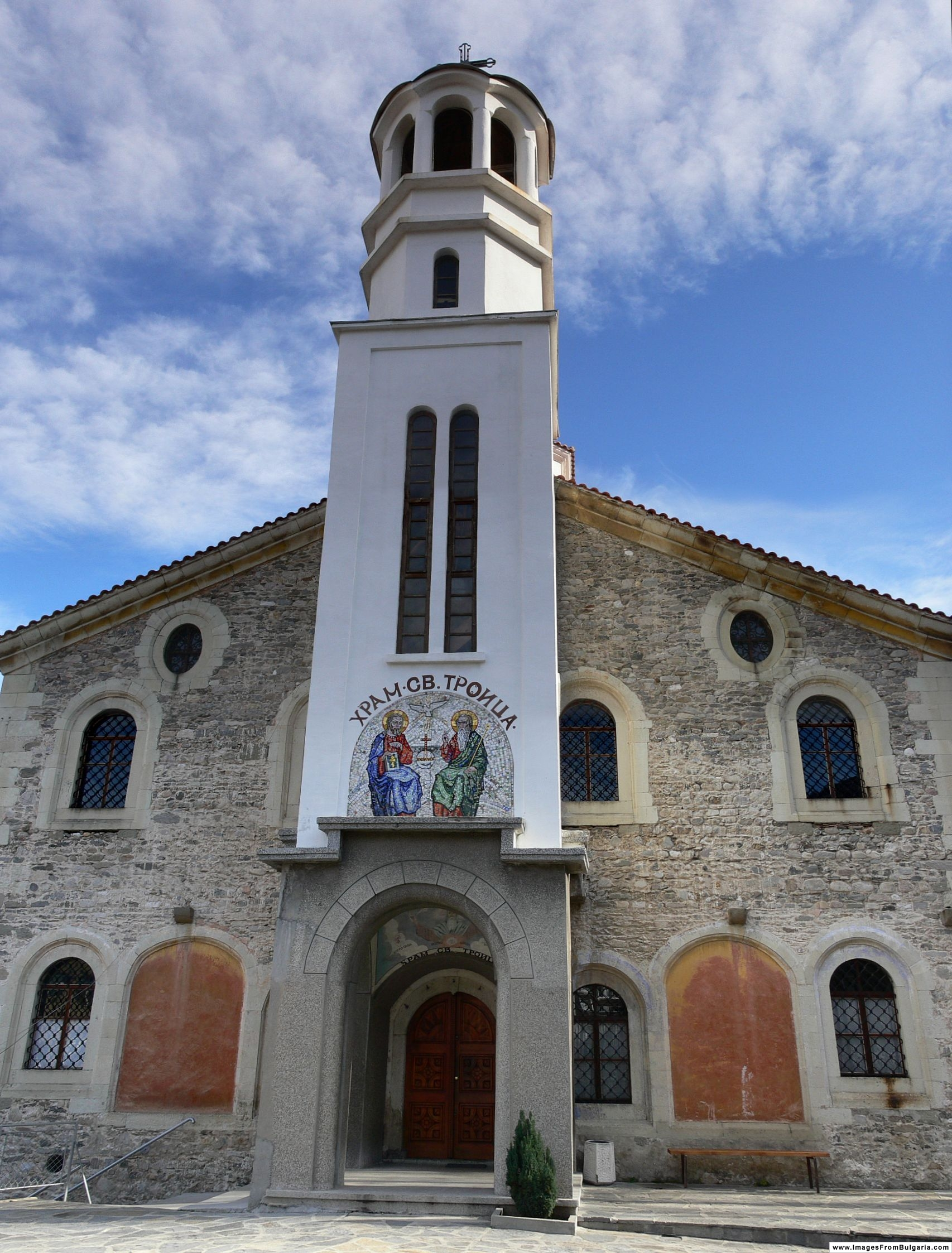
Храм «Святой Троицы»

  - Евангельское христианство (пятидесятники)
  - Конгрегационализм
  - Адвентизм
- Свидетели Иеговы
- Ислам (турки и болгарские мусульмане).

Асеновград в значительной степени связан с христианством. В его окрестностях имеется более чем 50 христианских объектов — церкви, монастыри, часовни и др. (по некоторым оценкам их число достигает 100), однако, ни краеведы, ни историки не дали точной оценки этого великого религиозного наследия в окрестностях Асеновграда.
Около 20 % населения состоит из болгарских турок и болгарских мусульман, последователей ислама. В городе функционирует мечеть и еще одна строится. Вероятно, это будет впечатляющее здание, расположенное вблизи казарм. Рядом со стадионом Шипка находится адвентистская церковь.

## Культура, достопримечательности, праздники, туризм
Город является важным центром религиозного и культурного туризма. Особенно привлекательны туристические маршруты к монастырям «Св. Петка», «Св. Кирик» и Араповскому монастырю. В городе и рядом с ним расположены 5 монастырей, 15 церквей и 58 часовен, исторический , этнографический  (в подвале которого находится экспозиция вина),  палеонтологический музей , музей рокеров («Люди и моторы») . Часть экспозиции исторического музея находится в старинном училище «Св. Георгий» .
В 2 км от города находится Асенова крепость.
Рядом с Асеновградом расположен комплекс для охоты и рыбалки «Сорок родников». Климат очень мягкий зимой и относительно прохладный летом, что делает город и окрестности привлекательными для туризма. Особенно важно для туризма и городского развития Асеновграда имеет юго-восточная область, которая включает в себя район «Параколово», район вокруг озера «Сорок родников» (там был построен первый туристический объект «Фракийский хан»).
В прошлом город славился одной из первых дискотек в Болгарии («Джамбуре») на 600 мест с круглым дансингом, сооруженным в 1977 году  в гостиничном комплексе «Асеновец», который в настоящее время полностью реконструирован, но дискотека больше не существует.
Центр города Асеновград постоянно обновляется.

### Достопримечательности
- Бачковский монастырь[6]
- Церковь Иоанна Предтечи (XIV в.)[6]
- Разрушенная Асенова крепость[6] - времён Второго Болгарского царства, находится в нескольких километрах к югу от города и является символом Асеновграда.

### Регулярные мероприятия и праздники

#### ДеньКрещения Господня — 6 января
Христианский праздник (по-болгарски — Йордановден), отмечаемый 6 января в честь крещения Иисуса Христа в реке Иордан. Как и в большинстве болгарских городов, в этот день в Асеновграде происходит бросание креста в реку после торжественной процессии. В определенное время утром верующие и священнослужители собираются у своих церквей и шествуют во главе со священником с иконами, хоругвями и зажжёнными фонарями к мосту через реку в центре города. Все желающие посмотреть на церемонию собираются на мосту, а также на обоих берегах реки. Некоторые молодые люди забираются в реку, чтобы поймать крест после его бросания в реку. Принесенные иконы окунают в реку.

#### ДеньСвятого Трифона Зарезана — 1 февраля
Праздник отмечается 1 февраля.
Это один из самых больших праздников в городе, а также широко известный в Болгарии. Посетители собираются в часовне Святого Трифона Зарезана, где проводится праздничная программа, играет громкая музыка, проводится торговля. Центральным событием праздника является пехливанская борьба, которая происходит ежегодно. Победитель получает в качестве награды овцу или барана. Этот праздник знаменует окончание зимы и начало весны.

### Кухня
Традиционными асеновградскими блюдами и напитками являются:
| - Станимашская сарма — блюдо из мяса и капусты - Асеновградский мавруд — красное вино - Булама (белое варенье) - Балсуджук - Варенье из зеленого инжира - Рачел (варенье из тыквы) - Варенье из белой черешни | - Асеновградская малага — красное вино - Бараньи ноги по касапски - Суп из головы ягненка - Бурания (квашенная капуста и рис) - Сельдерей под соусом - Сланутык (говядина с нутом) - Сладкое с патокой |

## Известные уроженцы
- Епископ Николай I Китрский (Стенимахос, Асеновград 1840, Афины — 1882) — один из руководителей греческого восстания 1878 года.
- Константинос Димитриадис (греч. Κωνσταντηνος Δημητριαδης, 1881—1943) известный греческий скульптор, получил золотую медаль в 1924 г. в Париже — на художественном конкурсе за своего «Дискобола» (оригинал сейчас находится в Нью-Йорке, копия в Афинах — напротив древнего Панафинского стадиона, где была проведена Олимпиада 1896 г.)
- Христос Цундас (греч. Χρηστος Τσουντας, 1857—1934), известный греческий археолог, производивший раскопки в Сескло, Димини и других исторических площадках Греции.
- Иоаннис Аврасоглу (греч.  Ιωάννης Γ. Αβράσογλου ; 1875-1967) - греческий Генерал-лейтенант , участник Греко-турецкой войны 1897 года, Борьбы за Македонию, Балканских войн и Первой мировой войны.
- Доксиадис, Константинос (греч. Κωνσταντίνος (Αποστόλου) Δοξιάδης, 1914—1975), — греческий архитектор и градостроитель. Получил всемирную известность как ведущий архитектор Исламабада, новой столицы Пакистана, и как отец архитектурной идеи Экистика.
- Благовест Сендов (1932) — математик и политик.
- Кирков, Иван (1932—2010) — влиятельный болгарский художник, график, сценограф; профессор Болгарской Академии художеств.
- Велик Капсызов (р.1935) — гимнаст, обладатель первой болгарской олимпийской медали в гимнастике

## Города-побратимы и города-партнёры
- Бергама, Турция
- Килкис, Греция
- Науса, Греция
- Прилеп, Македония
- Старый Оскол, Россия

## Изображения

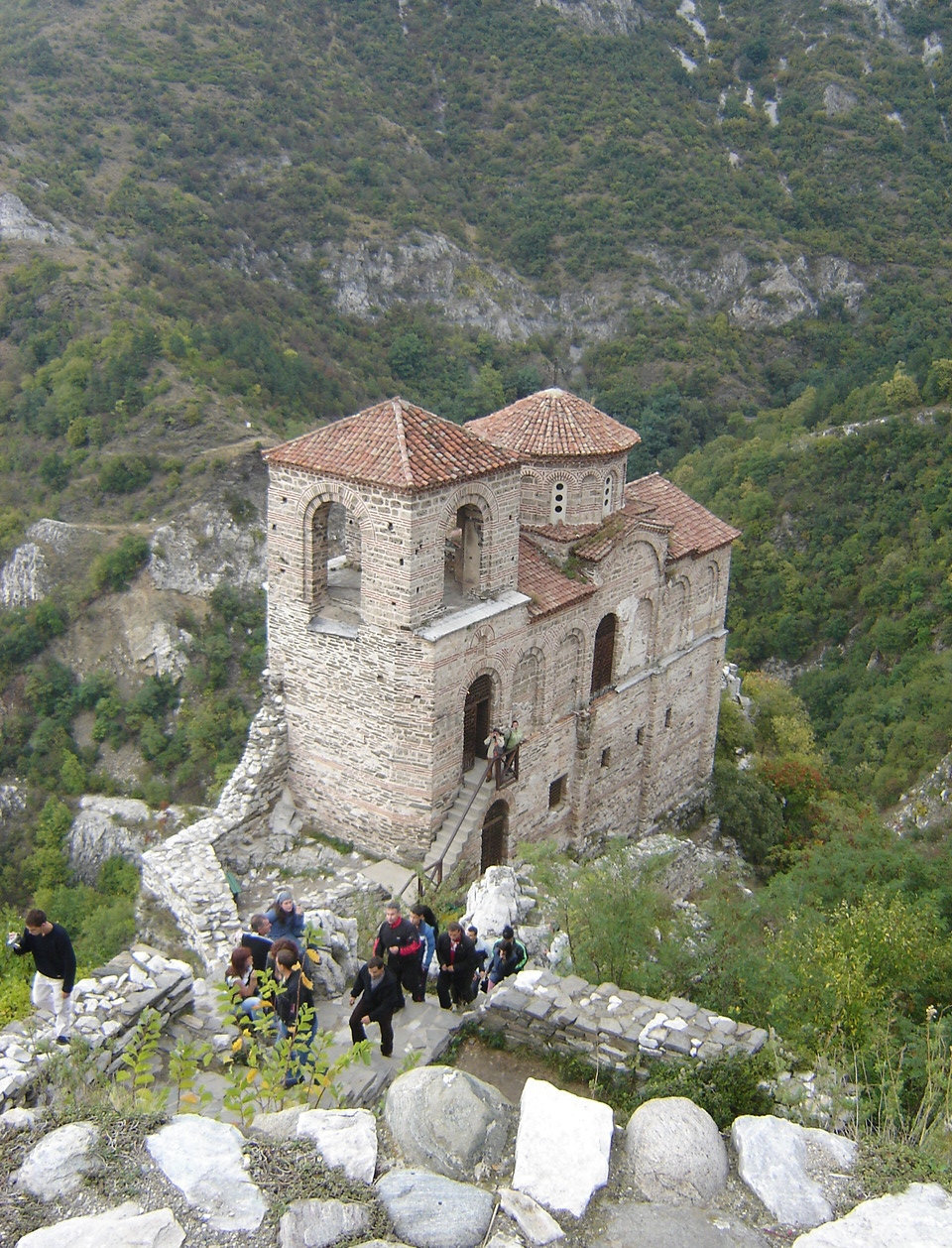
Средневековая болгарская церковь в Асеновой крепости
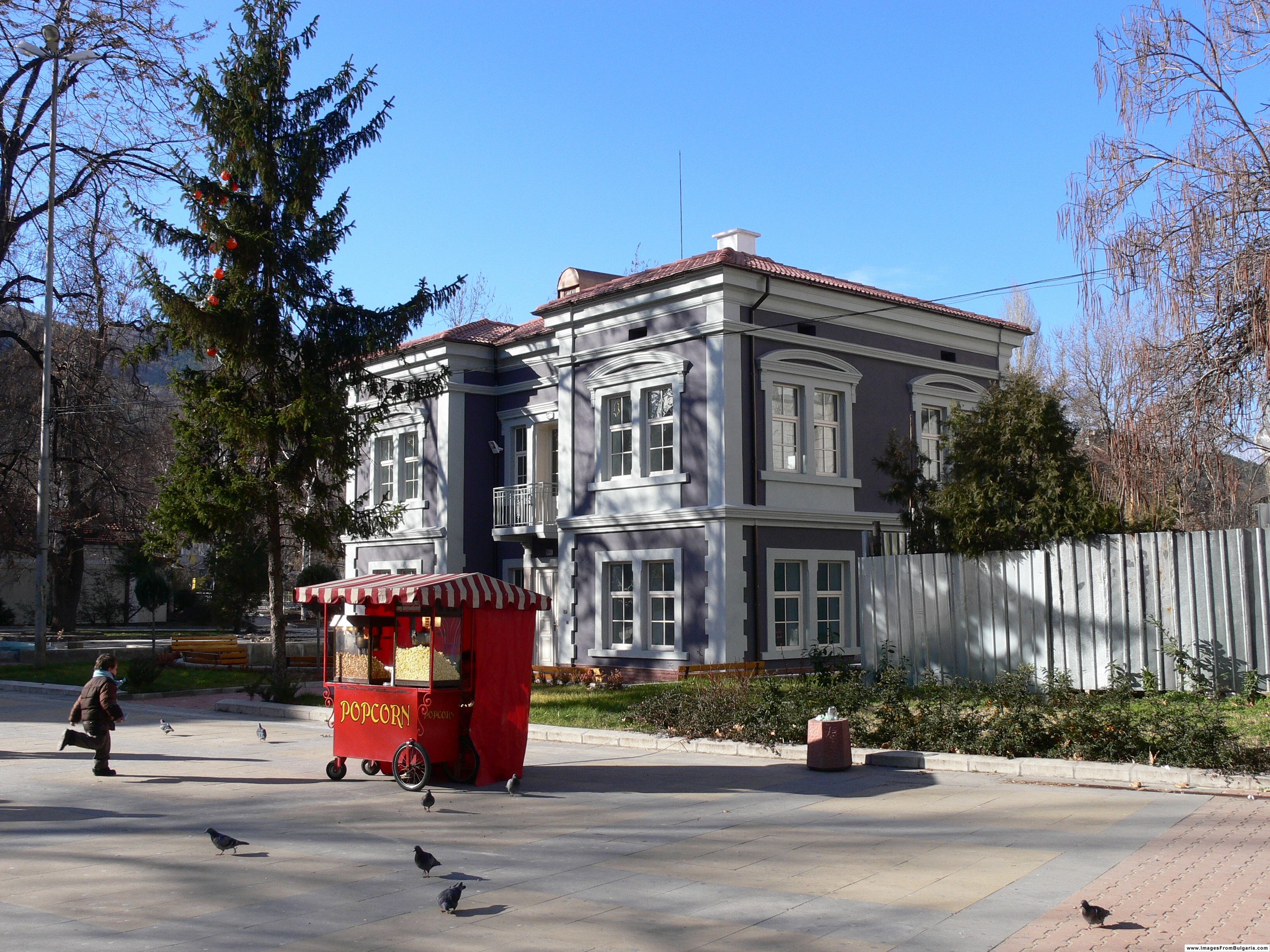
На улице
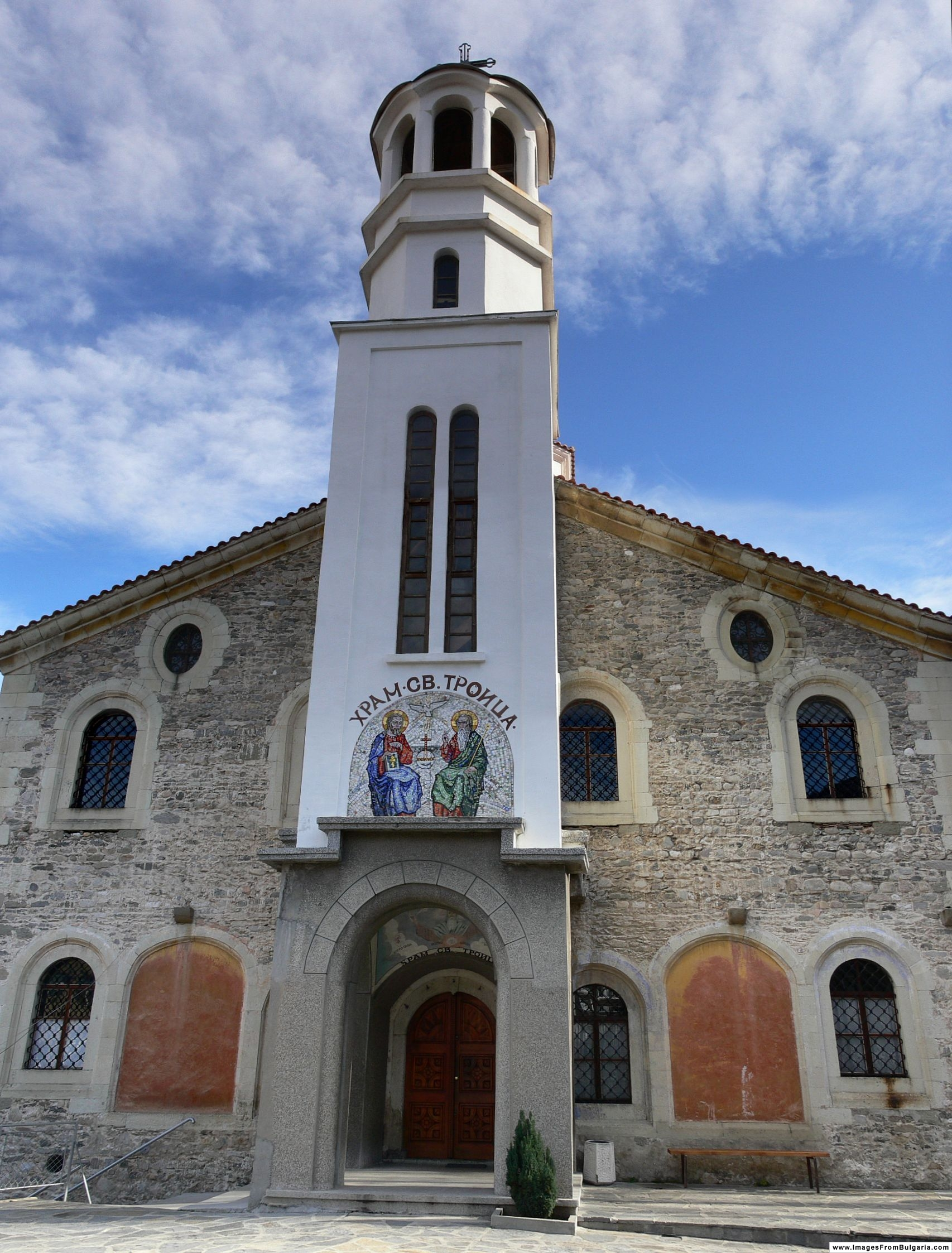
Церковь Святой Троицы (построена в 1857—1862)